# A budapesti Podmaniczky utca épületeinek listája
Az alábbi lista a budapesti Podmaniczky utca épületeinek listáját tartalmazza.

## 1–10.
| Kép | Házszám | Név                            | Építés ideje | Tervező                         | Stílus                 | Megjegyzés                                                                                                   | További képek a Wikimédia Commonson |
| --- | ------- | ------------------------------ | ------------ | ------------------------------- | ---------------------- | --- | ----------------------------------- |
|     | 1–3.    | Jahn-bérház                    | 1885–1886    | Jahn József                     | historizáló–eklektikus | |                                     |
|     | 2.      | A Pesti Építő Társulat bérháza | 1875–1877    | Láng Adolf                      | historizáló–eklektikus | |                                     |
|     | 4.      | bérház                         |              |                                 | historizáló–eklektikus | |                                     |
|     | 5.      | Léderer-bérház                 | 1889         |                                 | historizáló–eklektikus | |                                     |
|     | 6.      | Svadló-bérház                  | 1890         | Schubert Ármin és Hikisch Lajos | historizáló–eklektikus | |                                     |
|     | 7.      | Hornig-bérház                  | 1890         |                                 | historizáló–eklektikus | Tervező nem ismert, építőmester: Havel Lipót.                                                                |                                     |
|     | 8.      | Grill-bérház                   | 1890         |                                 | historizáló–eklektikus | Az épületben az Óbudai Egyetem Bánki Donát Kollégiuma működik. Tervező nem ismert, építőmester: Grill Lajos. |                                     |
|     | 9.      | Wertheim-bérház                | 1893         | Schomann Antal                  | historizáló–eklektikus | |                                     |
|     | 10.     | Vuk-bérház                     | 1889–1890    |                                 | historizáló–eklektikus | Tervező nem ismert, építőmester: Havel Lipót.                                                                |                                     |

## 11–20.
| Kép | Házszám | Név                                           | Építés ideje | Tervező                         | Stílus                 | Megjegyzés                                                    | További képek a Wikimédia Commonson |
| --- | ------- | --------------------------------------------- | ------------ | ------------------------------- | ---------------------- | ------------------------------------------------------------- | ----------------------------------- |
|     | 11.     | Grünhut-bérház                                | 1886–1887    | Jahn József                     | historizáló–eklektikus |                                                               |                                     |
|     | 12.     | Deutsch-bérház                                | 1886         | Wellisch Alfréd                 | historizáló–eklektikus |                                                               |                                     |
|     | 13.     | Deutsch-bérház                                | 1887         | Jahn József                     | historizáló–eklektikus |                                                               |                                     |
|     | 14.     | Weisz–Schwarz-bérház                          | 1897–1898    | Quittner Zsigmond               | historizáló–eklektikus |                                                               |                                     |
|     | 15.     | Jahn-bérház                                   | 1886–1887    | Jahn József                     | historizáló–eklektikus |                                                               |                                     |
|     | 16.     | Langenfeld-bérház                             | 1889–1890    | Schubert Ármin és Hikisch Lajos | historizáló–eklektikus |                                                               |                                     |
|     | 17.     | Nicholson-bérház                              | 1888–1889    |                                 | historizáló–eklektikus | Tervező nem ismert, építőmester: Havel Lipót.                 |                                     |
|     | 18.     | bérház                                        | 1890         | Schubert Ármin                  | historizáló–eklektikus |                                                               |                                     |
|     | 19.     | bérház                                        | 1885 k.      |                                 | historizáló–eklektikus |                                                               |                                     |
|     | 20.     | a Szabad Osztrák-Magyar Vasúttársaság bérháza | 1886–1887    | August de Serres                | historizáló–eklektikus | 1926-ban hozzáépítette az épülethez Bauer Emil a Metro mozit. |                                     |

## 21–30.
| Kép  | Házszám       | Név                               | Építés ideje | Tervező          | Stílus                 | Megjegyzés | További képek a Wikimédia Commonson |
| ---- | ------------- | --------------------------------- | ------------ | ---------------- | ---------------------- | --- | ----------------------------------- |
|      | 21.           | bérház                            |              |                  | historizáló–eklektikus | |                                     |
|      | 22.           | Nyugati-posta (Budapest 62 posta) | 1910         | Goszleth Béla    | historizáló–eklektikus | 1915-ben bővítették. A telken áll egy kisebb historizáló–eklektikus épület is, amely szintén a Postához tartozik. |                                     |
|      | 23–25.        | bérház                            | 1887–1888    |                  | historizáló–eklektikus | |                                     |
|      | 24–120.       | A Nyugati pályaudvar területe     |              |                  | historizáló–eklektikus | A páros oldalon több önálló ház nincs, csak ipari épületek, amelyek a pályaudvarhoz tartoznak. A telkek Podmaniczky utcai oldalán álló egyéb épületek: \| Szám \| Épület \| Megjegyzés \| Kép \| \| ---- \| ------------- \| ---------- \| --- \| \| 24. \| MÁV-irodaház? \| \| \| \| ?. \| MÁV-irodaház? \| \| \| \| 32. \| MÁV-irodaház? \| \| \| |                                     |
|      | 27.           | Svadló / Luczenbacher-bérház      | 1886–1887    | Reitter Gyula    | historizáló–eklektikus | |                                     |
|      | 29.           | Jung-bérház                       | 1890         | Sziklai Zsigmond | historizáló–eklektikus | |                                     |
| Szám | Épület        | Megjegyzés                        | Kép          |                  |                        | |                                     |
| 24.  | MÁV-irodaház? |                                   |              |                  |                        | |                                     |
| ?.   | MÁV-irodaház? |                                   |              |                  |                        | |                                     |
| 32.  | MÁV-irodaház? |                                   |              |                  |                        | |                                     |

## 31–40.
| Kép | Házszám | Név               | Építés ideje | Tervező                           | Stílus                 | Megjegyzés                                        | További képek a Wikimédia Commonson |
| --- | ------- | ----------------- | ------------ | --------------------------------- | ---------------------- | ------------------------------------------------- | ----------------------------------- |
|     | 31.     | Jellinek-bérház   | 1890         | Sziklai Zsigmond és Goldmann Izsó | historizáló–eklektikus |                                                   |                                     |
|     | 33.     | Reich-bérház      | 1891         |                                   | historizáló–eklektikus | Tervező nem ismert, építőmester: Jedlicska János. |                                     |
|     | 35.     | bérház            | 1890 k.      |                                   | historizáló–eklektikus |                                                   |                                     |
|     | 37.     | Deutsch-bérház    | 1895         |                                   | historizáló–eklektikus | A közelmúltban felújításra került.                |                                     |
|     | 39.     | Ulmer–Mann-bérház | 1894–1895    | Mann József                       | historizáló–eklektikus |                                                   |                                     |

## 41–50.
| Kép | Házszám | Név                                                                        | Építés ideje | Tervező         | Stílus                 | Megjegyzés | További képek a Wikimédia Commonson |
| --- | ------- | -------------------------------------------------------------------------- | ------------ | --------------- | ---------------------- | ---------- | ----------------------------------- |
|     | 41.     | bérház                                                                     | 1890 k.      |                 | historizáló–eklektikus |            |                                     |
|     | 43.     | Vasady–Hay-bérház                                                          | 1895         | Novák Ferenc    | historizáló–eklektikus |            |                                     |
|     | 45.     | A Magyarországi Szabadkőműves Nagypáholy székháza (Mystery Hotel Budapest) | 1895 / 1896  | Ruppert Vilmos  | historizáló–eklektikus |            |                                     |
|     | 47.     | bérház                                                                     | 1892–1893    | Schüller István | historizáló–eklektikus |            |                                     |
|     | 49.     | Zipernovsky-bérház                                                         | 1894–1895    | Wellisch Alfréd | historizáló–eklektikus |            |                                     |

## 51–60.
| Kép | Házszám | Név               | Építés ideje | Tervező | Stílus                 | Megjegyzés | További képek a Wikimédia Commonson |
| --- | ------- | ----------------- | ------------ | ------- | ---------------------- | ---------- | ----------------------------------- |
|     | 51–53.  | bérház            | 2003 k.      |         | kortárs modern         |            |                                     |
|     | 55.     | bérház            | 1880 k.      |         | historizáló–eklektikus |            |                                     |
|     | 57.     | Breslmayer-bérház | 1897         |         | historizáló–eklektikus |            |                                     |
|     | 59.     | Stadler-bérház    | 1897–1898    |         | historizáló–eklektikus |            |                                     |

## 61–70.
| Kép | Házszám | Név                 | Építés ideje | Tervező          | Stílus                 | Megjegyzés                                         | További képek a Wikimédia Commonson |
| --- | ------- | ------------------- | ------------ | ---------------- | ---------------------- | -------------------------------------------------- | ----------------------------------- |
|     | 61.     | Brill–Widder-bérház | 1895 / 1896  | Goldmann Ernő    | historizáló–eklektikus |                                                    |                                     |
|     | 63.     | Fusch–Jung-bérház   | 1895         | Schneider Róbert | historizáló–eklektikus |                                                    |                                     |
|     | 65.     | modern lakóház      | 1995 k.      |                  | kortárs modern         |                                                    |                                     |
|     | 67.     | Sas-bérház          | 1914–1915    |                  | premodern              | Tervező nem ismert, építőmester: Kovács Frigyes.   |                                     |
|     | 69.     | Grün-bérház         | 1896         |                  | historizáló–eklektikus | Tervező nem ismert, építőmester: Hosztalek Károly. |                                     |

## 71–80.
| Kép | Házszám | Név             | Építés ideje | Tervező         | Stílus                              | Megjegyzés                                                          | További képek a Wikimédia Commonson |
| --- | ------- | --------------- | ------------ | --------------- | ----------------------------------- | ------------------------------------------------------------------- | ----------------------------------- |
|     | 71.     | Fellner-bérház  | 1898         | Fellner Sándor  | historizáló–eklektikus              |                                                                     |                                     |
|     | 73.     | Weisse-bérház   | 1894         |                 | historizáló–eklektikus              |                                                                     |                                     |
|     | 75.     | Wellisch-bérház | 1902         |                 | premodern                           | Tervező nem ismert, építőmester: Wellisch Sándor és Wellisch Gyula. |                                     |
|     | 77.     | Toldy-udvar     | 1897         | Schweiger Gyula | historizáló–eklektikus (neogótikus) |                                                                     |                                     |
|     | 79.     | Kiss-bérház     | 1890         |                 | historizáló–eklektikus              |                                                                     |                                     |

## 81–90.
| Kép | Házszám | Név                                                     | Építés ideje | Tervező      | Stílus                 | Megjegyzés                                                                      | További képek a Wikimédia Commonson |
| --- | ------- | ------------------------------------------------------- | ------------ | ------------ | ---------------------- | ------------------------------------------------------------------------------- | ----------------------------------- |
|     | 81.     | Grill-bérház                                            | 1889–1890    |              | historizáló–eklektikus | Tervező nem ismert, építőmester: Wellisch Sándor és Wellisch Gyula.             |                                     |
|     | 83–93.  | Podmaniczky utcai MÁV tisztviselői lakóházak („Hatház”) | 1918–1922    | Tauszig Béla | népies                 | Több házból álló kisebb telepként épült a Magyar Államvasutak dolgozói részére. |                                     |

## 91–100.
| Kép | Házszám | Név        | Építés ideje | Tervező | Stílus | Megjegyzés          | További képek a Wikimédia Commonson |
| --- | ------- | ---------- | ------------ | ------- | ------ | ------------------- | ----------------------------------- |
|     | 95–107. | üres telek |              |         |        | Parkolóként üzemel. |                                     |

## 101–110.
| Kép | Házszám  | Név        | Építés ideje | Tervező       | Stílus                                 | Megjegyzés | További képek a Wikimédia Commonson |
| --- | -------- | ---------- | ------------ | ------------- | -------------------------------------- | --- | ----------------------------------- |
|     | 109–111. | MÁV kórház | 1927–1932    | Kappéter Géza | historizáló–eklektikus, illetve modern | A páratlan oldal utolsó telke. A háromból az egyik régi kórház épület (Podmaniczky utca 109. ?) elbontásra került, helyén 1980 körül modern kórház-részleg van. Érdekesség, hogy az 1930-as évek előtt az egész kórház helyén MÁV-telep volt. Ezeket a vasúti dolgozók részére készített munkásházakat Pucher József tervezte, és 1885-ben épültek fel. |                                     |

## 111–120.
| Kép | Házszám | Név                       | Építés ideje | Tervező | Stílus | Megjegyzés                                                                          | További képek a Wikimédia Commonson |
| --- | ------- | ------------------------- | ------------ | ------- | ------ | ----------------------------------------------------------------------------------- | ----------------------------------- |
|     | 120.    | Podmaniczky Kézi Autómosó |              |         | modern | A páros oldal utolsó telke. A létesítmény a Nyugati Pályaudvar falába van beékelve. |                                     |